# Dasyhelea rostrosericea
Dasyhelea rostrosericea är en tvåvingeart som beskrevs av Remm 1993. Dasyhelea rostrosericea ingår i släktet Dasyhelea och familjen svidknott. Inga underarter finns listade i Catalogue of Life.